# Moesa
La Moesa è un fiume della Svizzera, lungo 47 km, affluente del Ticino, che scorre in Mesolcina nel Grigioni e per un breve tratto anche in Ticino.

## Percorso
Sorge dal Laghetto Moesola sul Passo del San Bernardino, scende attraverso la Val Mesolcina verso Roveredo, dove la Calancasca e la Traversagna vi affluiscono. All'altezza di Arbedo-Castione la Moesa affluisce nel Ticino. La Moesa è anche meta per la pratica del kayak.
La Moesa attraversa i comuni politici di Mesocco, Soazza, Lostallo, Cama, Grono, Roveredo e San Vittore nei Grigioni, di Lumino ed Arbedo-Castione in Ticino.

## Fauna ittica
Pesce autoctono la trota fario si trova in discreta quantità, in minor numero troviamo anche trote iridea (arcobaleno). Più rari sono temoli, trote lacustri, scazzoni, cavedani, barbi e bottatrici. Quest'ultimi prevalentemente provenienti dal lago di Locarno.  Il fiume risulta meta di molti pescatori. La stagione di pesca inizia il primo maggio e termina il 15 settembre.

## Galleria d'immagini

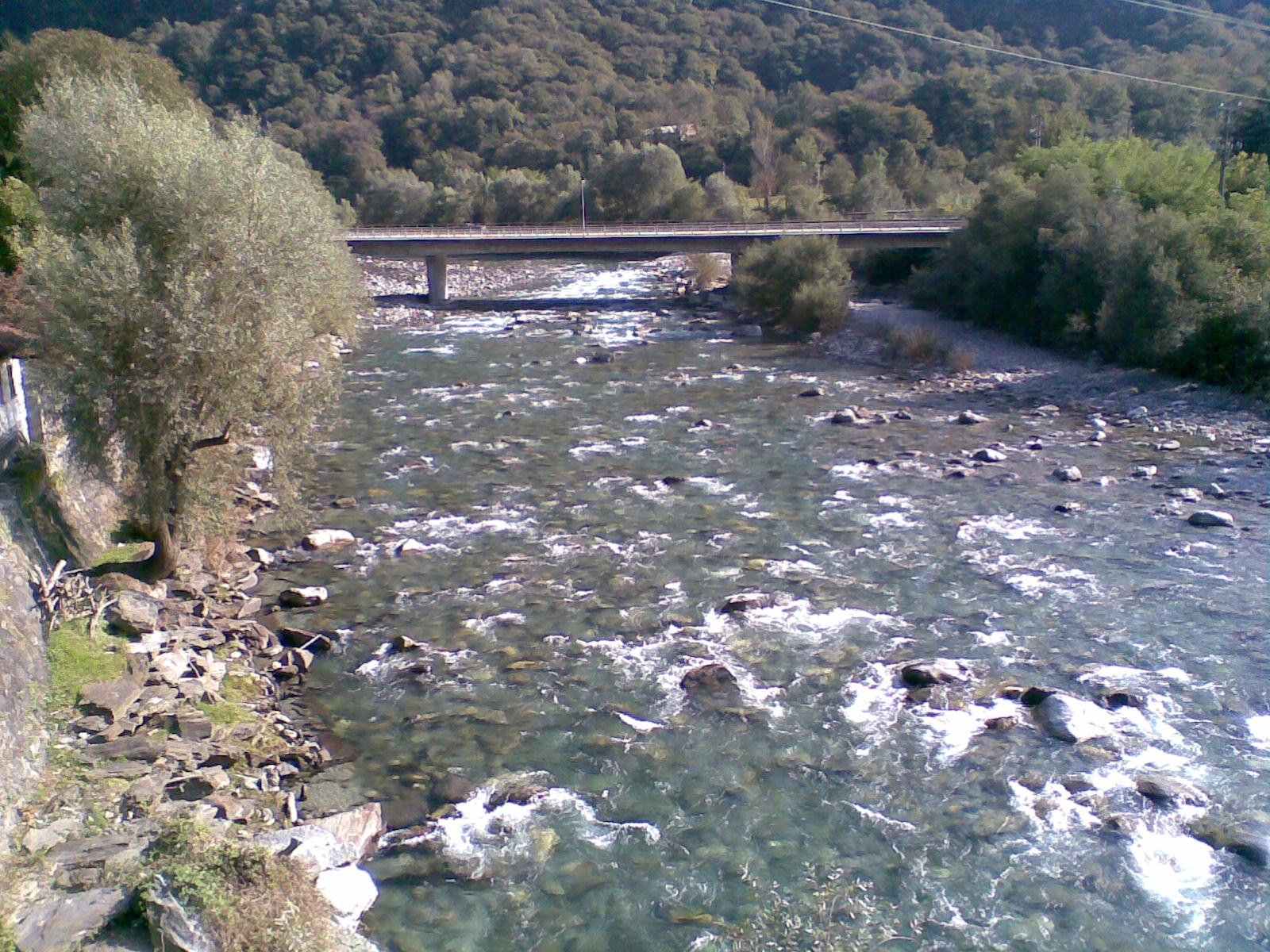
Moesa sotto il Passo del San Bernardino
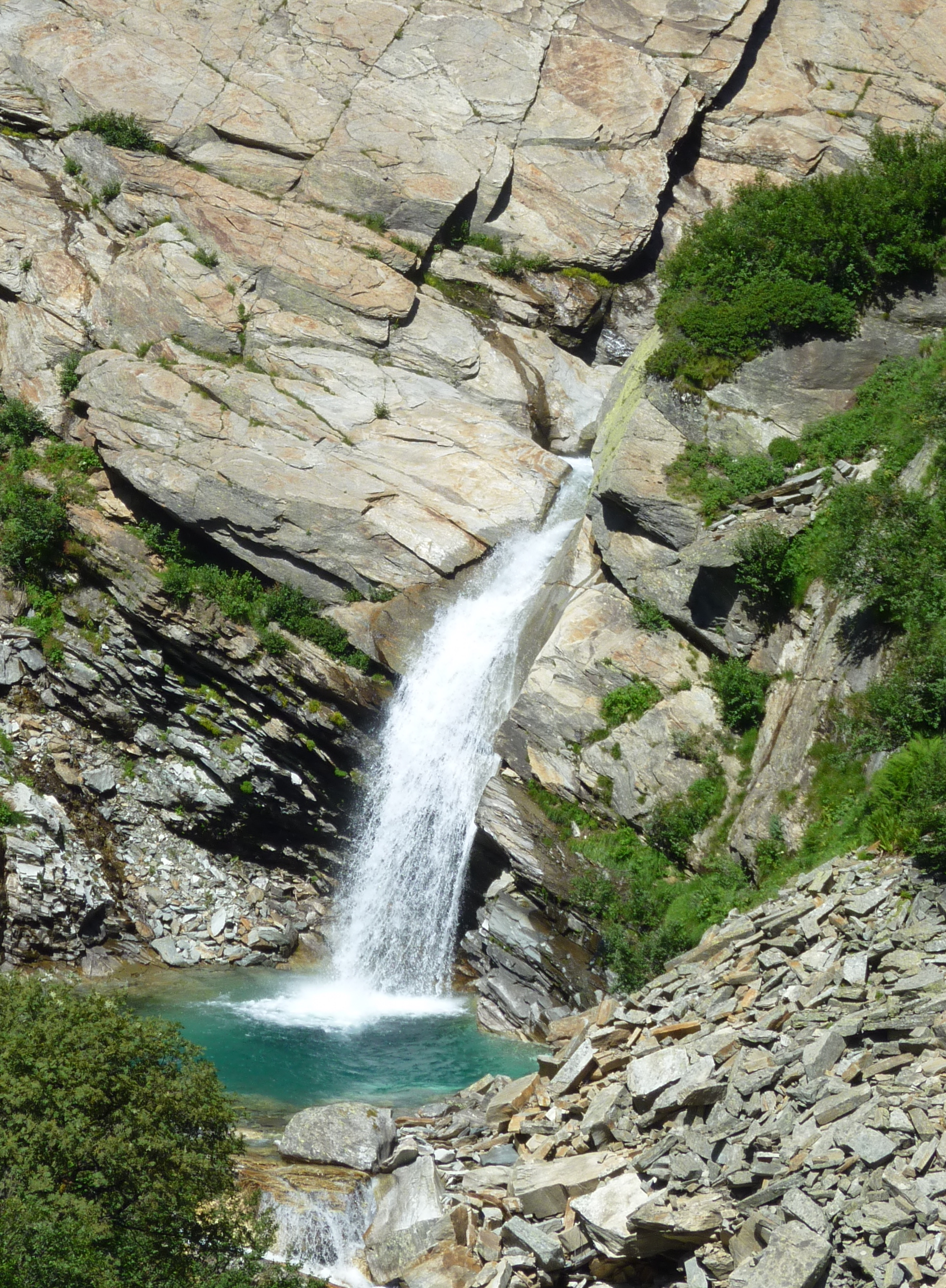
Cascata sopra San Bernardino
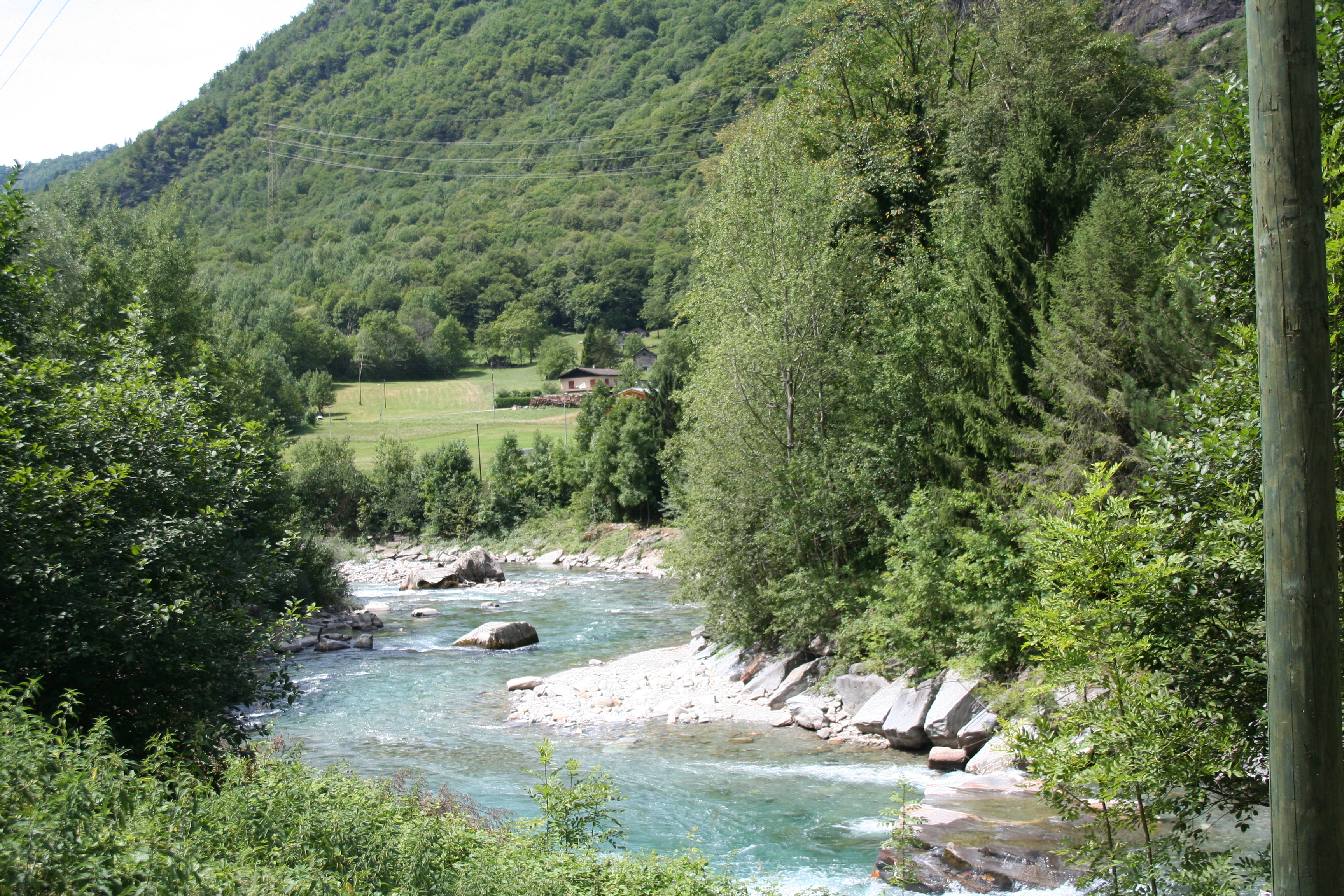
presso Norantola
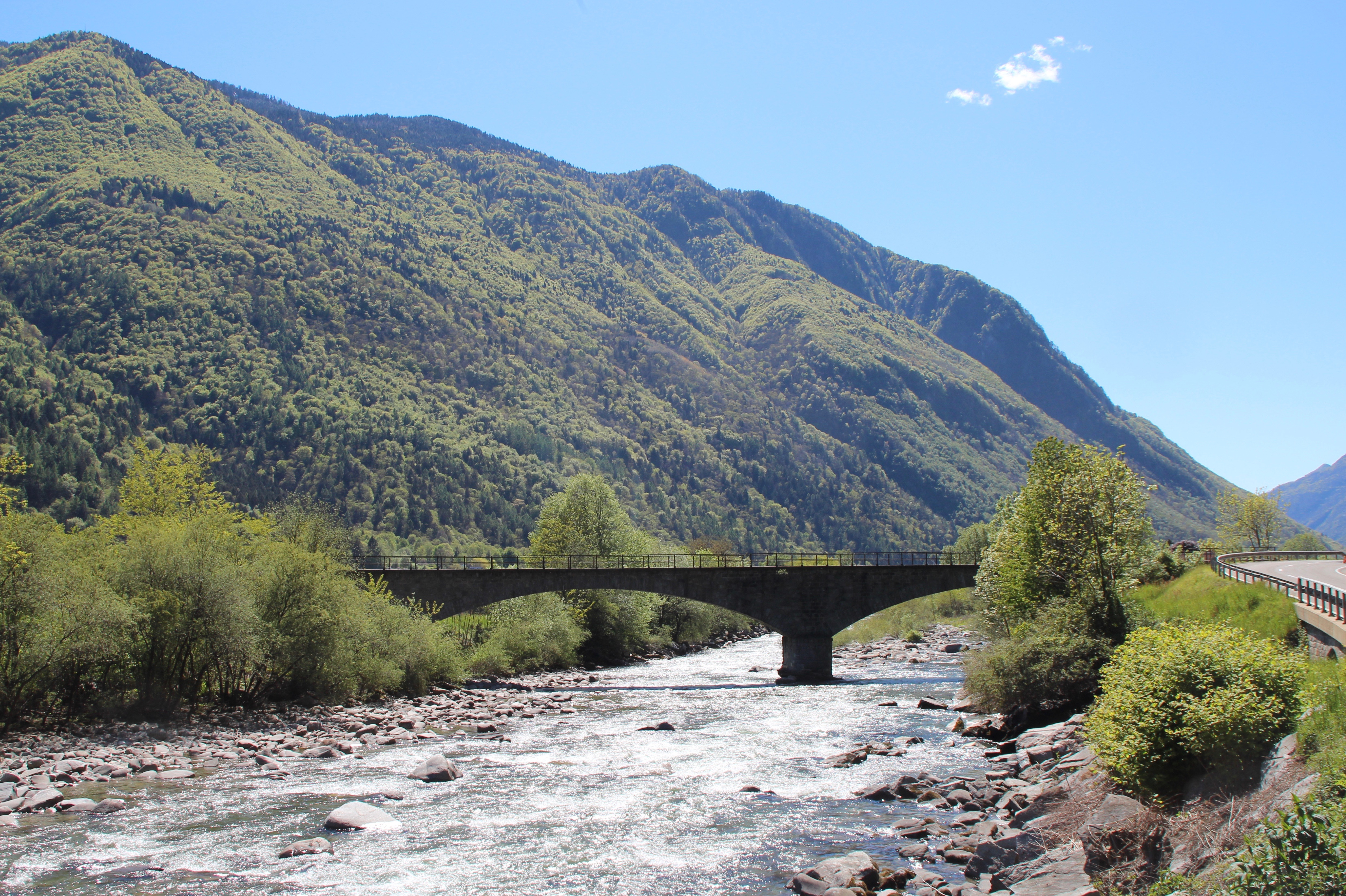
presso Roveredo